# Russelia sarmentosa
Russelia sarmentosa là một loài thực vật có hoa trong họ Mã đề. Loài này được Jacq. miêu tả khoa học đầu tiên năm 1760.